# Kim Yong-min
Kim Yong-min (ur. 12 sierpnia 1988) – południowokoreański zapaśnik w stylu klasycznym. Zajął dziesiąte miejsce na mistrzostwach świata w 2015. Zdobył złoty medal na mistrzostwach Azji w 2012 i brązowy w 2014. Drugi w Pucharze Świata w 2012; szósty w 2014 i jedenasty w 2013 roku.